# Anpao Dorsa
Gli Anpao Dorsa sono una struttura geologica della superficie di Venere.